# Costa de Marfil en los Juegos Olímpicos de Atlanta 1996
Costa de Marfil estuvo representada en los Juegos Olímpicos de Atlanta 1996 por un total de 11 deportistas, 10 hombres y una mujer, que compitieron en 4 deportes.
El portador de la bandera en la ceremonia de apertura fue el atleta Jean-Olivier Zirignon. El equipo olímpico marfileño no obtuvo ninguna medalla en estos Juegos.